# Traveling Salesman
Traveling Salesman è un film muto del 1921 diretto da Joseph Henabery. La sceneggiatura di Walter Woods si basa sull'omonimo lavoro teatrale di James Grant Forbes, andato in scena in prima a New York nel 1908. Prodotto dalla Famous Players-Lasky Corporation, aveva come interpreti Roscoe 'Fatty' Arbuckle, Betty Ross Clarke, Frank Holland, Wilton Taylor.

## Trama
Bob Blake, un commesso viaggiatore vittima di uno scherzo, scende alla fermata sbagliata prima che il suo treno arrivi alla stazione di Grand River. Zuppo di pioggia, trova rifugio in una casa disabitata che è stata messa in vendita dallo sceriffo. Innamoratosi della proprietaria, la graziosa Beth Elliott, che si trova nei guai con le tasse, Bob cerca di aiutarla a recuperare la casa che, in realtà, è oggetto di una speculazione da parte di Martin Drury, un politico che vuole metterci le mani sopra perché è a conoscenza di un piano della ferroviaria che aumenterà il valore di quel terreno.
Franklin Royce, innamorato pure lui di Beth ma geloso del commesso viaggiatore, accetta la proposta di Drury per imbrogliare Beth facendole firmare un accordo per la cessione della casa, pur se Bob è già riuscito a salvargliela pagando le tasse. Lei, ignara, crede invece che l'abbia fatto per lui. Quando però la ragazza capisce che è stata imbrogliata - non da Bob, ma da Drury e Frankly - cerca con Bob una scappatoia che permetterà di non rispettare l'accordo truffaldino di Drury. I due dovranno sposarsi: per la legge, infatti, la firma di una moglie non è valida senza il consenso del marito. Dopo le nozze, l'accordo perderà qualsiasi valore. Bob, così, salva la casa e guadagna una moglie

## Produzione
Il film fu prodotto dalla Famous Players-Lasky Corporation.

## Distribuzione
Il copyright del film, richiesto dalla Famous Players-Lasky Corp., fu registrato il 2 giugno 1921 con il numero LP16604.

Distribuito dalla Paramount Pictures e Famous Players-Lasky Corporation, il film uscì nelle sale statunitensi il 5 giugno 1921.

### Conservazione
Copia completa della pellicola (nitrato positivo 35 mm) si trova conservata negli archivi del George Eastman House di Rochester.